# Episodi di Pappa e ciccia (nona stagione)
La nona stagione della serie televisiva Pappa e ciccia, venne trasmessa negli Stati Uniti sulla ABC dal 17 settembre 1996 al 20 maggio 1997.
In Italia, venne trasmessa su Canale 5 nel 1998.
| n° | Titolo originale             | Prima TV USA      | Prima TV Italia |
| -- | ---------------------------- | ----------------- | --------------- |
| 1  | Call Waiting                 | 17 settembre 1996 | 1998            |
| 2  | Millions from Heaven         | 24 settembre 1996 | 1998            |
| 3  | What a Day for a Daydream    | 1º ottobre 1996   | 1998            |
| 4  | Honor Thy Mother             | 8 ottobre 1996    | 1998            |
| 5  | Someday My Prince Will Come  | 15 ottobre 1996   | 1998            |
| 6  | Pampered to a Pulp           | 22 ottobre 1996   | 1998            |
| 7  | Satan, Darling               | 29 ottobre 1996   | 1998            |
| 8  | Hoi Polloi Meets Hoiti Toiti | 12 novembre 1996  | 1998            |
| 9  | Roseambo                     | 19 novembre 1996  | 1998            |
| 10 | Home Is Where the Afghan Is  | 26 novembre 1996  | 1998            |
| 11 | Mothers and Other Strangers  | 3 dicembre 1996   | 1998            |
| 12 | Home for the Holidays        | 17 dicembre 1996  | 1998            |
| 13 | Say It Ain't So              | 7 gennaio 1997    | 1998            |
| 14 | Hit the Road, Jack           | 14 gennaio 1997   | 1998            |
| 15 | The War Room                 | 28 gennaio 1997   | 1998            |
| 16 | Lanford's Elite              | 11 febbraio 1997  | 1998            |
| 17 | Some Enchanted Merger        | 11 febbraio 1997  | 1998            |
| 18 | A Second Chance              | 18 febbraio 1997  | 1998            |
| 19 | The Miracle                  | 25 febbraio 1997  | 1998            |
| 20 | Roseanne-Feld                | 4 marzo 1997      | 1998            |
| 21 | The Truth Be Told            | 18 marzo 1997     | 1998            |
| 22 | Arsenic and Old Mom          | 13 maggio 1997    | 1998            |
| 23 | Into That Good Night         | 20 maggio 1997    | 1998            |
| 24 | Into That Good Night         | 20 maggio 1997    | 1998            |